# (5261) Eureka
(5261) Eureka war der erste gefundene Asteroid aus der Gruppe der Mars-Trojaner. Als Trojaner bezeichnet man Asteroiden, die Planeten auf ihrer Bahn um 60° folgen oder vorauseilen. Er wurde am 20. Juni 1990 von David H. Levy und Henry E. Holt entdeckt.
Der Name leitet sich von „Heureka“ (griechisch: „ich hab’s gefunden“) ab, einem Ausspruch, den Archimedes getan haben soll, als er das Prinzip des Auftriebs erkannte.
Nach seiner Entdeckung ließ sich Eureka auf Fotos bis ins Jahr 1979 zurückgehend identifizieren. Im Januar 2018 lagen 906 Beobachtungen über einen Zeitraum von 38 Jahren bei 16 Oppositionen vor.
Der knapp 1,9 km große Eureka läuft auf dem Lagrange-Punkt L5 der Marsbahn um die Sonne dem Planeten nach. Der Perihel-Abstand beträgt 1,425 AE, der Aphel-Abstand 1,622 AE. Die Bahn weist eine Exzentrizität von 0,065 auf und ist mit 20,28° stark gegen die Ekliptik geneigt.

## Mond
Am 28. November 2011 wurde ein kleiner Mond Eurekas entdeckt. Seine provisorische Bezeichnung lautet S/2011 (5261) 1. Er hat einen Durchmesser von etwa 460 m und umläuft Eureka in 2,1 km Abstand in 0,7054 ± 0,0004 Tagen. Die Entdeckung wurde im September 2014 bekanntgegeben.